# Нижня Туарма (Ульяновська область)
Нижня Туарма (рос. Нижняя Туарма) — село в Вешкаймському районі Ульяновської області Російської Федерації.
Населення становить 133 особи. Входить до складу муніципального утворення Каргинське сільське поселення.

## Історія
Від 2004 року входить до складу муніципального утворення Каргинське сільське поселення.

## Населення
| 2010 |
| ---- |
| 133  |